# Borgerrettighedsbevægelsen
 Der er for få eller ingen kildehenvisninger i afsnit, hvilket er et problem. Du kan hjælpe ved at angive troværdige kilder til de påstande, som fremføres.

Den amerikanske borgerrettighedsbevægelse (engelsk: the Civil rights movement) er en bevægelse, der arbejder for at gøre leveforholdene og rettighederne bedre for især USA's farvede befolkning. Bevægelsen havde sit storhedstid i USA imellem 1954 og 1968, hvor der blev opnået store fremskridt i forhold til at skaffe USA's farvede befolkning borgerrettigheder på lige fod sammen med ikke-farvede. Bevægelsen fandtes og findes både før og efter denne periode, men 1950'erne og 1960'erne opfattes ofte som dens højdepunkt.
To af bevægelsens store konkrete sejre kom i form af lovgivning. The Civil Rights Act fra 1964 forbød diskrimination baseret på race, religion, køn eller national oprindelse i på arbejdsmarkedet og forbød ulige krav for sorte og hvide borgere i forbindelse med, at borgere registrerede sig som vælgere. Loven forbød også raceadskillelse i skoler, på arbejdspladser og i offentlige boliger. Året efter kom The Voting Rights Act, der genetablerede og beskyttede minoriteters valgret ved at tillade føderalt tilsyn med vælgerregistrering og valghandlinger i områder, hvor minoriteter historisk set havde været underrepræsenteret i valg. En af bevægelsens ledende skikkelser var præsten Martin Luther King, der kom i mediernes søgelys i forbindelse med busboykotten i Montgomery i 1955-1956. Denne kampagne var første gang bevægelsen opnåede en stor sejr mod Jim Crow systemet i Sydstaterne.

## Baggrund
Efter den amerikanske borgerkrig havde sejrherrerne, Nordstaterne, ophævet slaveriet, men det betød ikke, at USA's sorte befolkning fik de samme rettigheder og muligheder som landets hvide borgere. De sorte borgere fik stemmeret, men mange kunne ikke stemme på grund af det amerikanske valgsystem, der forudsætter registrering af vælgerne. Hvis en sort borger ønskede at blive registeret, blev han ofte udsat for racediskrimination. Så selv om de udgjorde omkring 10 procent af befolkningen, havde de ingen politisk magt.
I Sydstaterne, som havde tabt den amerikanske borgerkrig, var der mange steder skoler kun for hvide børn og skoler kun for sorte børn. Da de hvide borgere havde flere penge og politisk magt end de sorte borgere, fik de hvide børn en langt bedre uddannelse end de sorte børn. Denne adskillelse foregik også i ventesale, tog og busser. Hvis en hvid borger kom ind i et offentligt transportmiddel, og han ikke kunne finde et sted at sidde, skulle alle sorte rejse sig op og tilbyde ham deres plads.
 Der er for få eller ingen kildehenvisninger i afsnit, hvilket er et problem. Du kan hjælpe ved at angive troværdige kilder til de påstande, som fremføres.

En vigtig del af det juridiske grundlag for raceadskillelsen kom med afgørelsen af højesteretssagen Plessy v. Ferguson, der blev afsluttet i 1896 og slog fast, at raceadskillelse var lovligt i USA, så længe at begge racer havde lige gode forhold. Dvs. at så længe at fx skoler eller tog til sorte borgere var lige så gode, som de skoler, som hvide skulle gå i eller bruge, var dette lovligt i forhold til den amerikanske forfatnings princip, om at alle mennesker er skabt lige. Dette kom af dommens princip kendt som ”seperate but equal” – ”adskilt men lige,” der således blev den juridiske retfærdiggørelse af ”Jim Crow”-samfundsordenen i de amerikanske sydstater. Sagen var vigtig, fordi den var det juridiske grundlag for den amerikanske raceadskillelse, som landet først begyndte at gøre op med i form højesteretsdommen Brown v. Board of Education fra 1954. Plessy v. Ferguson-dommen fastslog, at raceadskillelse ikke var overtrædelse af det 14. forfatningstillæg fra 1868, der skulle sikre sorte borgere lige vilkår med hvide i USA.
Den amerikanske borgerrettighedsbevægelse har kæmpet både mod juridiske uretfærdigheder og andre former for ulighed som fx økonomisk ulighed og diskrimination på arbejdsmarkedet. Så selvom flere af borgerrettighedsbevægelsens store kampe har handlet om at få ændret lovgivning og retspraksis, har meget af dens arbejde også foregået uden for retssalene fx at registrere sorte vælgere og for at kæmpe mod vold mod sorte borgere som set med Black Lives Matter-bevægelsen.

## Den sorte borgerrettighedsbevægelse
Efter anden verdenskrig kom der en holdningsændring blandt den sorte befolkning. Da Rosa Parks blev arresteret den 1. december 1955 i Montgomery, Alabama, fordi hun nægtede at opgive sin siddeplads i en bus til fordel for en hvid mand, havde den sorte befolkning fået nok. Efter at Rosa Parks var blevet arresteret og løsladt igen, igangsatte de sorte borgere under ledelse at præsten Martin Luther King en boykotte af busselskabet i en ikke voldelig aktion. Dette var de hvide ikke forberedt på. De sorte udgjorde 65 % af passagererne. Det betød, at boykotten udgjorde en økonomisk trussel for busselskabet.
Modstanden fra de hvide var modsat Luthers fremgangsmåde voldelig: de hvide modstandere brugte trusler, vold, økonomisk pression og andre overgreb. Chikane var en del af hverdagen for de sorte borgere, der kæmpede for borgerrettigheder. En af de mest kendte begivenheder foregik i Little Rock, Arkansas i 1957. Statens guvernør forsøgte sammen med tusinde af hvide racister at forhindre ni sorte elever i at begynde på High School, først da præsident Eisenhower indkalder føderale soldater for at sikre de ni sorte elever adgang til skolen, forsvinder de hvide racister. Martin Luther King modtog i 1964 Nobels fredspris for hans resultater uden anvendelse af vold.

### Martin Luther King
Martin Luther King blev født i et middelklassekvarter i Atlanta, Georgia. Han opnåede en bachelorgrad i sociologi fra i 1948 og en teologisk bachelorgrad i 1951 og opnåede ph.d.-graden i systematisk teologi fra Boston Universitet i 1955. Han gjorde sig første gang bemærket i offentligheden, da han stod i spidsen for busboykotten i Montgomery, der begyndte, da Rosa Parks nægtede at give sin siddeplads til en hvid person. Herefter var han med til at grundlægge Southern Christian Leadership Conference i 1957, der skulle organisere borgerrettighedsaktivismen. King gik ind for filosofien om civil ulydighed og førte an i adskillige marcher og kampagner for at sætte fokus på forskellige manglende grundlæggende rettigheder og sociale uretfærdigheder. Ifølge hans kone Coretta King har Luther beskrevet borgerrettighedsbevægelsens kamp som klassekamp.
Af hans skriftlige og mundtlige produktion er især hans såkaldte "I Have a Dream"-tale fra 1963 berømt. Talen holdt han ved en stor march - "March on Washington for Jobs and Freedom" - i Washington D.C. 1963, der arbejdede for afskaffelsen af raceadskillelse i skoler, ny lovgivning vedr. borgerrettigheder fx ift. racediskriminering på arbejdsmarkedet, en ny minimumsløn. Marchen havde over 250.000 deltagere, hvilket på det tidspunkt var den største demonstration i hovedstadens historie. I det meste af 1960'erne aflyttede FBI hans telefon, spredte rygter om at han skulle have forskellige erotiske eventyr og kom med trusler overfor nogle af de personer, som havde kontakt med ham. Martin Luther King blev myrdet den 4. april 1968 på en hotelbalkon af James Earl Ray, som fik en dom på 99 år.

### Power for Black People
Der var ikke enighed i borgerrettighedsbevægelsen om hvordan de sorte borgere skulle kæmpe rettigheder til sig, og især de unge i de nordamerikanske storbyer var langt fra enige i Luthers civil ulydigheds aktionsform, de ønskede i stedet en mere radikal kampmetode for at skaffe borgerrettigheder.
Det engelske udtryk «Black Power» der på dansk betyder «sort magt», var et slagord for den radikale modstand for borgerrettigheder i borgerrettighedsbevægelsen. Den mere radikale del af borgerrettighedsbevægelsen der brugte dette slagord ville have fuld frigørelse fra racismen og i fremtiden også kapitalismen, den radikale del af borgerrettighedsbevægelsen havde både muslimske og socialistiske ledende ledere igennem tiden, en af de mere radikale borgerrettighedsbevægelser er Black Panther Party som opstod i anden halvdel af 1960'erne.
Under de Olympiske Lege i 1968 i Mexico, rakte de to sorte amerikanske atletikudøvende vindere Tommie Smith og John Carlos en knyttet hånd i vejret, med en sort handske på, under sejrsceremonien og udførte dermed Black Power-tegnet. De gennemførte aktionen for at protestere imod hvordan sorte borgere blev behandlet i USA.

## Bevægelsen mister momentum
Borgerrettighedsbevægelsen mistede store dele af sit momentum, efter at Martin Luther King blev dræbt i 1968. I sommeren 1965 udbrød der nye oprør i ghettoerne, og sammen med en række af andre begivenheder blev de sorte unge påvirket til radikale kampe for deres rettigheder. Dog fortsatte kampen for borgerrettigheder, nu blot med mindre opmærksomhed i medierne.